# Maestro (album, Taj Mahal)
Maestro je studiové album amerického hudebníka Taje Mahala. Vydáno bylo v roce 2008 společností Heads Up International. Deska byla nominována na cenu Grammy v kategorii nejlepších soudobých bluesových alb, avšak nevyhrála. Album vyšlo u příležitosti čtyřicátého výročí od zahájení Mahalovy nahrávací kariéry. Podílela se na něm řada hostů, mezi něž patří například Angélique Kidjo, Ziggy Marley a Ben Harper.

## Seznam skladeb
| Pořadí | Název                             | Autor                         | Délka |
| ------ | --------------------------------- | ----------------------------- | ----- |
| 1.     | Scratch My Back                   | James Moore                   | 4:20  |
| 2.     | Never Let You Go                  | Deva Mahal, Taj Mahal         | 4:43  |
| 3.     | Dust Me Down                      | Ben Harper                    | 3:28  |
| 4.     | Further On Down the Road          | Jesse Ed Davis, Taj Mahal     | 4:47  |
| 5.     | Black Man Brown Man               | Taj Mahal                     | 3:52  |
| 6.     | Zanzibar                          | Angélique Kidjo, Taj Mahal    | 5:52  |
| 7.     | TV Mama                           | Big Joe Turner                | 3:43  |
| 8.     | I Can Make You Happy              | Taj Mahal                     | 4:59  |
| 9.     | Slow Drag                         | Taj Mahal                     | 6:33  |
| 10.    | Hello Josephine                   | Fats Domino, Dave Bartholomew | 4:48  |
| 11.    | Strong Man Holler                 | Taj Mahal                     | 5:49  |
| 12.    | Diddy Wah Diddy                   | Bo Diddley, Willie Dixon      | 4:36  |
| 13.    | Mambo No. 5 (7-11) (bonus)        | Pérez Prado                   |       |
| 14.    | On a Little Bamboo Bridge (bonus) | Al Sherman, Archie Fletcher   |       |

## Obsazení
- Taj Mahal – zpěv, kytara, harmonika, ukulele
- Louie Pérez – kytara
- Johnny Lee Schell – kytara
- Cesar Rosas – kytara
- Leo Nocentelli – kytara
- David Hidalgo – kytara
- Jason Mozersky – kytara
- Takeshi Akimoto – kytara
- Fred Lunt – kytara
- Carlos Andrade – kytara
- Larry Fulcher – baskytara
- Conrad Lozano – baskytara
- Bill Rich – baskytara
- Jesse Ingalls – baskytara
- Paul „Pablo“ Stennett – baskytara
- George Porter – baskytara
- Pancho Graham – kontrabas, kytara
- Tony Braunagel – bicí
- Cougar Estrada – bicí
- Raymond Weber – bicí
- Carlton „Santa“ Davis – bicí
- Kester Smith – bicí, perkuse
- Michael Jerome – bicí, perkuse
- Angel Roché Jr. – perkuse
- Debra Dobkin – perkuse
- Toumani Diabaté – kora
- Mike Finnigan – klávesy
- Jason Yates – klávesy
- Michael Hyde – klávesy
- Mick Weaver – klávesy, varhany
- Henry Butler – klavír
- Steve Berlin – varhany
- Ivan Neville – varhany
- Joe Sublette – barytonsaxofon
- Joe Sublett – tenorsaxofon
- Rudy Costa – altsaxofon, klarinet
- Darrel Leonard – pozoun
- Angela Wellman – pozoun
- Billy Branch – harmonika
- Pat Cockett – ukulele
- Bassekou Kouyaté – ngoni, xalam
- Ziggy Marley – zpěv
- Angélique Kidjo – zpěv
- Ben Harper – zpěv
- Jack Johnson – zpěv
- C. C. White – doprovodné vokály
- Pebbles Phillips – doprovodné vokály
- Tracy Hazzard – doprovodné vokály